# George Hincapie
Pour les articles homonymes, voir Hincapié.

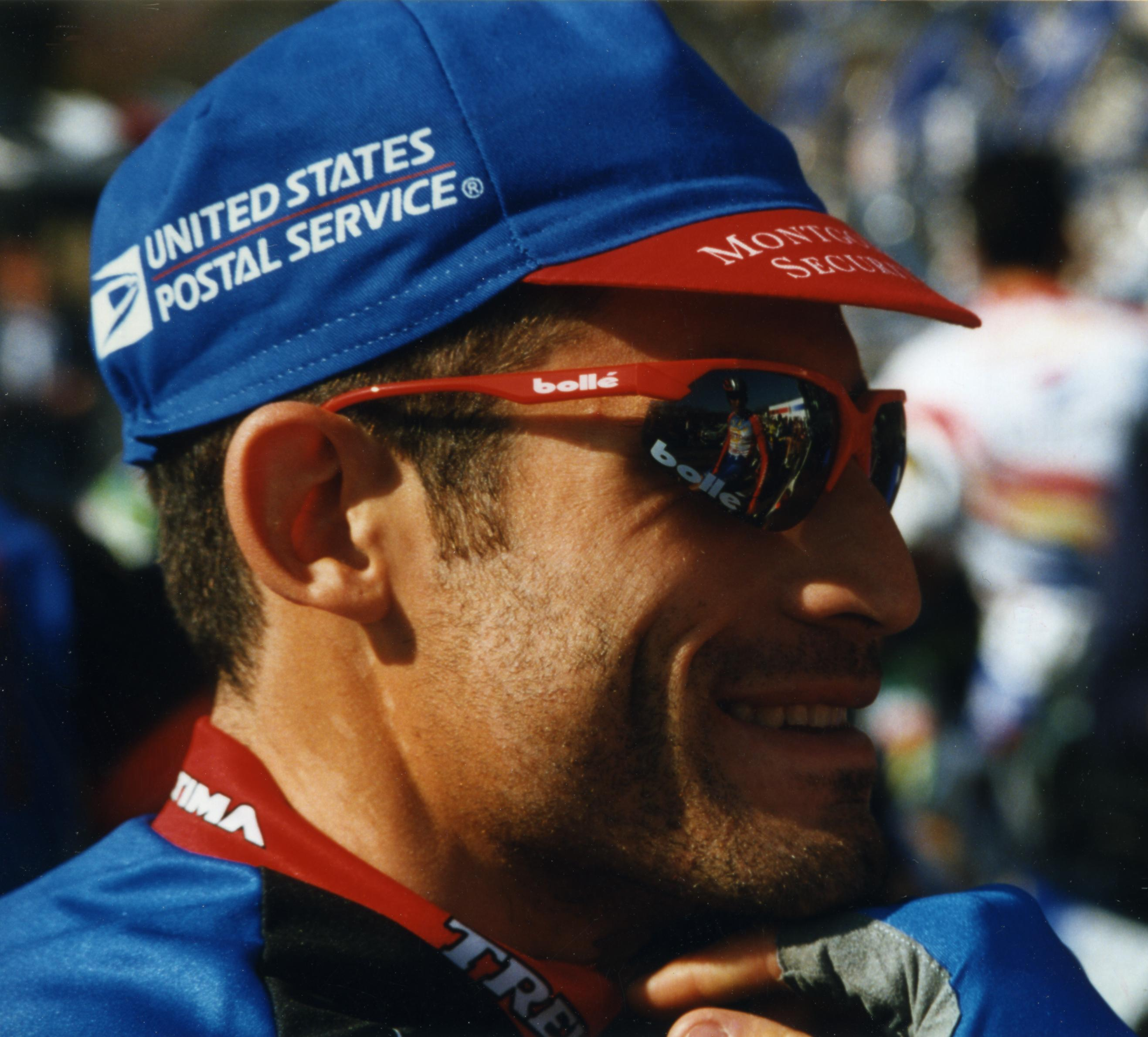
George Hincapie lors du Paris-Nice 1997

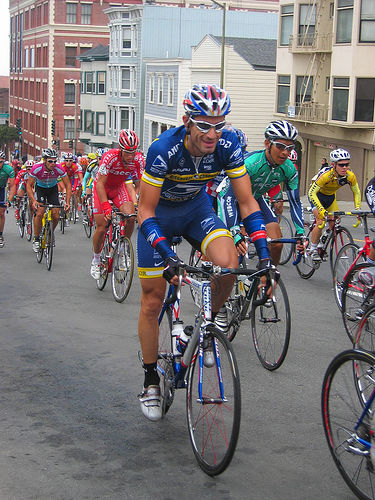
George Hincapie aux Grand Prix de San Francisco 2004

George Hincapie (né le 29 juin 1973 à New York) est un coureur cycliste américain. Spécialiste des classiques pavées, il a notamment remporté Gand-Wevelgem en 2001, et s'est classé à sept reprises dans les dix premiers de Paris-Roubaix. Il est aussi connu pour avoir été un fidèle équipier et ami de Lance Armstrong, et le capitaine de route de Cadel Evans. Fin 2012, après avoir avoué s'être dopé durant sa carrière, il est suspendu six mois à partir du 1er septembre 2012 et ses résultats obtenus entre les 31 mai 2004 et 31 juillet 2006 lui sont retirés.

## Biographie

### 1994-1998: les débuts
La carrière de George Hincapie commence en 1994 dans l'équipe américaine Motorola, où il fait la connaissance de Lance Armstrong. Dès sa première saison, il remporte ses deux premières victoires sur le Tour de Luxembourg, dont il gagne deux étapes, et qu'il termine à la deuxième place, derrière le Néerlandais Frans Maassen. Il doit cependant attendre 1997 et sa première saison chez US Postal pour remporter une nouvelle victoire, au sprint, sur la 1re étape de la Semaine catalane. L'année suivante, il termine deuxième de la Commerce Bank Reading Classic aux États-Unis derrière Ján Svorada, puis remporte le lendemain le titre de Champion des États-Unis.
Mais le jeune Hincapie ne se contente pas de devenir un bon sprinteur. Il réussit également quelques places d'honneur sur les classiques pavées, terminant notamment 21e de Paris-Roubaix en 1995, 16e de Gand-Wevelgem en 1996 ou 17e du Tour des Flandres et huitième des Trois Jours de La Panne en 1998.

### 1999-2002: Hincapie, équipier et coureur de classiques

#### 1999
1999 voit la première victoire de Lance Armstrong sur le Tour de France. Hincapie fait alors partie des équipiers d'Armstrong qui étaient déjà dans son équipe avant que son cancer ne le contraigne à quitter le peloton. Il s'impose donc au fil des années comme une pièce maîtresse du dispositif de l'Américain, qui a toute confiance en son équipier et ami.
En contrepartie de ce dévouement sans faille, Hincapie est l'incontournable leader de l'équipe US Postal dans les classiques, et particulièrement les classiques pavées printanières. Il se révèle ainsi dès 1999 en terminant au sprint neuvième de Milan-San Remo. Deux semaines plus tard, il termine 21e du Tour des Flandres, puis crée la surprise en finissant quatrième de Gand-Wevelgem, au sein d'un groupe d'une quinzaine de coureurs qui se dispute la victoire. Quelques jours plus tard, dans un Paris-Roubaix dominé par Andrea Tafi et l'équipe Mapei de Patrick Lefevere, il termine quatrième et premier non-Mapei, et s'affirme ainsi comme un coureur de classiques. En juin, il remporte la Commerce Bank Reading Classic, mais ne parvient pas à conserver son titre de Champion des États-Unis. Après avoir aidé Lance Armstrong à remporter son premier Tour de France, Hincapie réussit une dernière performance dans les classiques en terminant cinquième de la Classique de Hambourg. Il termine ainsi la saison 13e de la Coupe du monde.

#### 2000
L'année suivante, il réussit une bonne préparation des classiques, notamment sur le Trophée Luis Puig, où il est quatrième, puis Paris-Nice, où il est présent sur tous les terrains. Décevant sur le Tour des Flandres, où il ne termine que 17e, devancé par son coéquipier Viatcheslav Ekimov il se rattrape le dimanche suivant en terminant sixième de Paris-Roubaix. Cet été-là, il termine troisième de la Commerce Bank Reading Classic, puis aide Lance Armstrong à remporter son deuxième Tour de France. En septembre, il est sélectionné dans l'équipe des États-Unis pour les Jeux olympiques de Sydney, qu'il termine à la huitième place.

#### 2001
En 2001, Hincapie termine troisième du Trophée Luis Puig en début de saison, puis à nouveau neuvième de Milan-San Remo au sprint. Comme à son habitude, il achève sa préparation des classiques pavées en participant aux Trois Jours de La Panne, où il prend la cinquième place. Il déçoit à nouveau sur le Tour des Flandres, mais y réussit ce qui est jusque-là sa meilleure performance, avec une 13e place, dans le deuxième groupe à seulement 19 secondes du vainqueur. Trois jours plus tard, il remporte la plus belle victoire de sa carrière. Il s'échappe sur Gand-Wevelgem en compagnie de Léon van Bon, Steffen Wesemann, Arvis Piziks et Nico Mattan, et les bat au sprint pour remporter la course. Il est alors un des grands favoris de sa course favorite, Paris-Roubaix. Mais la nouvelle équipe de Patrick Lefevere, Domo-Farm Frites, qui n'a encore remporté aucune grande classique pavée cette année-là, est trop dominatrice. Elle parvient à placer quatre coureurs dans les cinq premiers. Hincapie est quatrième et premier non-Domo. La même année, Armstrong gagne son troisième Tour de France, et Hincapie termine deuxième de la Commerce Bank Lancaster Classic, troisième du Commerce Bank International Championship et vainqueur du Grand Prix de San Francisco. Il est également 10e du Championnat de Zurich, montrant des compétences insoupçonnées pour les courses au tracé plus pentu.

#### 2002
En 2002, Hincapie réussit un très bon début de saison, montrant de remarquables progrès dans les contre-la-montre. Il termine ainsi troisième du Tour de l'Algarve, deuxième de la Classic Haribo, 15e de Milan-San Remo et surtout troisième des Trois Jours de La Panne grâce à sa deuxième place dans le contre-la-montre derrière le vainqueur de l'épreuve, le Belge Peter Van Petegem. Il réalise sans doute cette année-là sa campagne de classiques la plus complète. Sur le Tour des Flandres, il suit les meilleurs au sein d'un groupe de cinq, mais l'Italien Andrea Tafi, de l'équipe Mapei, bénéficie de la présence d'un coéquipier, Daniele Nardello, et en profite pour prendre le meilleur sur ses adversaires. Hincapie termine quatrième, derrière Tafi et les Belges Johan Museeuw et Peter Van Petegem. Sur Gand-Wevelgem, Hincapie est à nouveau dans la bonne échappée. Il est accompagné du Belge Hendrik Van Dijck, du Slovène Martin Hvastija, mais surtout des sprinteurs Mario Cipollini et Fred Rodriguez. Battu par ces deux derniers, Hincapie perd son titre et termine troisième. Il est une nouvelle fois un des grands favoris de Paris-Roubaix. Accompagné de son jeune coéquipier Tom Boonen, Hincapie fait face à plusieurs attaques de Johan Museeuw. À Mérignies, ces trois coureurs sont seuls en tête, puis Museeuw lâche les deux coureurs de l'US Postal. À Camphin-en-Pévèle, à 30 km de l'arrivée, Hincapie et Boonen concèdent 1 min 35 s à Museeuw. Hincapie chute alors, abandonnant ses rêves de victoire. Il termine la course sixième. Le cliché d'Hincapie couvert de boue et désespéré dans les douches du Vélodrome de Roubaix fera date. Hincapie était certainement un des deux meilleurs coureurs de cette campagne de classiques, mais il n'en remporte aucune.
La même année, Hincapie termine pour la première fois 20e de Liège-Bastogne-Liège, confirmant ses aptitudes pour les classiques plus vallonnées. Il termine aussi cinquième de la Classique de Hambourg, et obtient ainsi la cinquième place de la Coupe du monde.

### 2003-2007: Hincapie, coureur complet

#### 2003
En 2003, diminué par un virus, Hincapie ne peut participer aux classiques, dont il devait être un des favoris. Par conséquent, Hincapie réalise une saison médiocre, mais démontre d'importantes facultés de récupération, en terminant notamment 8e du contre-la-montre final du Tour de France à Nantes, tandis que son leader remporte son cinquième Tour. Ces performances auront un impact sur l'orientation de la suite de sa carrière.

#### 2004
Ainsi, début 2004, Hincapie est le leader de son équipe sur Paris-Nice. Très régulier, il termine cinquième de cette course difficile. Quelques semaines plus tard, il termine 13e de Milan-San Remo, remporte pour la première fois les Trois Jours de La Panne, et est à nouveau favori des classiques pavées, avec l'ambition de remporter enfin une des deux plus grandes d'entre elles. Sur le Tour des Flandres, les favoris se neutralisent, laissant leur chance à des outsiders, et Hincapie n'est que 10e. Quatrième de Gand-Wevelgem au sprint, Hincapie est en bonne position dans le groupe des favoris sur Paris-Roubaix. Mais une nouvelle fois, un groupe d'outsiders fait la différence, et la victoire revient à Magnus Bäckstedt. Hincapie est huitième.
À la suite de la condamnation du Dr Ferrari, il doit interrompre sa collaboration avec le sulfureux médecin italien.
Équipier d'Armstrong sur le Critérium du Dauphiné libéré puis sur le Tour de France, que ce dernier remporte pour la sixième fois, Hincapie y réussit sa meilleure performance, avec une 33e place. En fin de saison, il réussit de nouvelles performances sur des courses d'un jour difficiles, terminant huitième au sprint du Championnat de Zurich et troisième du Grand Prix de San Francisco.

#### 2005
La saison 2005 d'Hincapie commence de manière prometteuse. Pour la première fois, il est en vue sur les pavés dès le week-end d'ouverture, et remporte Kuurne-Bruxelles-Kuurne, sa première semi-classique pavée. Il participe ensuite à Tirreno-Adriatico, où il prend la sixième place grâce à sa régularité. Sixième de la Flèche brabançonne, il est fin prêt pour les classiques. Sur le Tour des Flandres, il est piégé avec ses coéquipiers Leif Hoste et Stijn Devolder, et ne peut revenir sur les favoris malgré l'aide de Lance Armstrong. Il termine septième, mais sans avoir pesé sur la course. Sur Paris-Roubaix, au contraire, il est l'un des plus forts. Le groupe qu'il forme avec Tom Boonen et Juan Antonio Flecha se dispute la victoire sur le vélodrome de Roubaix, mais Hincapie termine deuxième, battu par Boonen.
Après cette déception, Hincapie reprend la compétition sur le Critérium du Dauphiné libéré. Il remporte le prologue à Aix-les-Bains et porte deux jours le maillot de leader avant de l'abandonner non sans combattre à Levi Leipheimer, deuxième du contre-la-montre de la troisième étape, où Hincapie prend la septième place. Le dernier jour, Hincapie s'échappe en compagnie de son coéquipier Yaroslav Popovych, et remporte une deuxième étape. Lance Armstrong, troisième, complète un podium entièrement occupé par l'équipe Discovery Channel. Sur le Tour de France, Hincapie prend la quatrième place dans la 1re étape contre-la-montre. Après la 4e étape, un contre-la-montre par équipes remporté par la Discovery Channel, Hincapie est deuxième du classement général derrière son leader, Lance Armstrong. Étonnamment régulier en montagne, il est encore 23e après le passage des Alpes. Surtout, dans la 15e étape qui mène au sommet du Pla d'Adet, Hincapie s'échappe et profite de ce qu'il protège le maillot jaune de Lance Armstrong pour économiser son énergie. Il surprend en parvenant à suivre jusqu'au sommet le grimpeur Óscar Pereiro, et à remporter l'étape. Cette performance inattendue et un bon contre-la-montre final permettent à Hincapie de terminer 14e du Tour. Fin août, il remporte le Grand Prix de Plouay, qui compte pour le classement du ProTour, au sprint. Il termine la saison à la 10e place du classement ProTour.

#### 2006
En début de saison 2006, Hincapie remporte deux étapes du difficile Tour de Californie, qu'il termine quatrième, puis obtient la huitième place d'un Tirreno-Adriatico plus difficile que l'année précédente. Ces bons résultats lui permettent d'espérer de nouveaux bons résultats dans les courses par étapes, et notamment sur le Tour de France. En attendant, avec une nouvelle cinquième place sur les Trois Jours de La Panne, Hincapie est comme chaque année un des favoris des classiques pavées. Sur le Tour des Flandres, Hincapie est présent dans le groupe des favoris, mais ne peut suivre Tom Boonen et Leif Hoste. Remportant le sprint du groupe des poursuivants, il termine néanmoins troisième, son meilleur résultat sur cette course. Le mercredi, il participe de nouveau à Gand-Wevelgem, où il prend la cinquième place au sprint. Il croit à ses chances de victoire sur Paris-Roubaix, mais victime d'une chute spectaculaire à Mons-en-Pévèle, à 45 km de l'arrivée, il se fracture la clavicule et est contraint à l'abandon.
En juin, il reprend la compétition au Critérium du Dauphiné libéré. Il termine deuxième du prologue, puis quatrième du contre-la-montre à Bourg-de-Péage. Étonnant en montagne, terminant notamment sixième de la difficile étape menant à Briançon, Hincapie termine dixième de ce Critérium du Dauphiné libéré, et semble devoir assurer la relève de Lance Armstrong au sein de l'équipe Discovery Channel sur le Tour de France. Il prend la deuxième place du prologue à Strasbourg, derrière Thor Hushovd, puis lui prend le maillot jaune le lendemain, toujours à Strasbourg, à la faveur des bonifications. Hushovd reprend son bien à l'occasion de la 2e étape. Cependant, décevant dans le contre-la-montre de la 7e étape à Rennes, Hincapie aborde la montagne en 17e position. Pire, dans la 11e étape pyrénéenne, sur la route de Pla de Beret, il concède plus de 20 minutes. Il abandonne ainsi toute chance de bien figurer au classement général, et termine le Tour 31e à plus d'une heure d'Óscar Pereiro.
À défaut de Tour de France, Hincapie réussit une de ses meilleures fins de saison. Il termine neuvième de la Classique de Saint-Sébastien, puis participe à l'Eneco Tour. Deuxième du prologue à une seconde de Stefan Schumacher, il remporte le contre-la-montre de la 4e étape à Landgraaf, 7s devant Schumacher, troisième, et prend le maillot de leader à Tom Boonen. À l'arrivée de la dernière étape à Ans, Schumacher prend la troisième place au sprint, et s'empare de la tête du classement général à la faveur des bonifications. Hincapie termine deuxième à 1s. Dix jours plus tard, il remporte son deuxième titre de Champion des États-Unis, 8 ans après le premier.

#### 2007
Sa saison est moins heureuse que les précédentes. Sur le Tour de Californie, il se casse le poignet. Il doit abandonner et renoncer aux classiques pour la deuxième fois de sa carrière. Il abandonne le Tour d'Italie pour sa première participation, puis le Critérium du Dauphiné libéré. Sur le Tour de France, il prend la troisième place du prologue, mais perd beaucoup de temps dans les Alpes, et devient l'équipier du futur vainqueur, Alberto Contador. Grâce à un bon contre-la-montre final, il termine tout de même 23e sans avoir bénéficié, comme en 2005, de circonstances favorables. En septembre, il remporte sans grande difficulté la première édition du Tour du Missouri grâce à sa victoire dans la 2e étape et à un bon contre-la-montre le lendemain.

### 2008-2009: l'Équipe Columbia
En 2008, Hincapie rejoint l'équipe Team Columbia. En février, il ne peut lutter pour la victoire sur le Tour de Californie, mais s'échappe plusieurs fois et remporte une étape. Une nouvelle fois dans les dix premiers des Trois Jours de La Panne (9e), il est surpris, comme les autres favoris, par Stijn Devolder sur le Tour des Flandres, et doit se contenter de la cinquième place. Sur Paris-Roubaix, il ne figure pas dans l'échappée victorieuse et termine neuvième à plus de 5 min. Cette année-là, les résultats d'Hincapie sur les courses par étapes déclinent nettement. En juin, il remporte une étape du Critérium du Dauphiné libéré au sprint. Il se classe 32e du Tour de France.
Hincapie prépare à nouveau les classiques flandriennes en 2009. Il réussit plusieurs bons résultats sur ses courses de préparation, terminant notamment 17e de Tirreno-Adriatico, puis huitième du Grand Prix E3.
Il termine 19e du Tour de France 2009 en ayant échoué pour quelques secondes dans la conquête d'un deuxième maillot jaune. Ayant subi une chute dans l'étape arrivant au Grand Bornand, il a constaté après avoir rallié l'arrivée du Tour à Paris qu'il souffrait en fait d'une fracture de la clavicule.

### 2010-2012: retour américain chez BMC

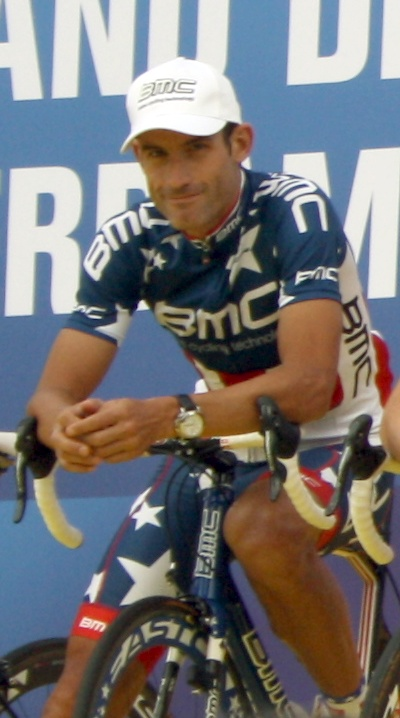
Hincapie lors de la présentation du Tour de France 2010

Après un début de saison discret, il monte en puissance pour terminer quatrième de Gand-Wevelgem puis sixième du Tour des Flandres.
Lors du Tour des Flandres 2011, George Hincapie se classe sixième, à cinq secondes de Nick Nuyens, le vainqueur. Il fait partie de l'équipe qui entoure Cadel Evans à remporter le Tour de France 2011.
En 2012, il parvient pour la 17e fois à l'arrivée du Tour des Flandres, à la 52e place, et bat ainsi le record détenu jusque-là par Briek Schotte. Une semaine plus tard, il devient avec Frédéric Guesdon détenteur du record de participation à Paris-Roubaix, qu'il court pour la 17e fois également.
Il participe à son 17e Tour de France et bat le record de Joop Zoetemelk. Il décide de mettre un terme à sa carrière peu après l'issue de ce Tour, après dix-huit années de professionnalisme et 29 victoires. Il participe encore au Tour du Colorado sur une semaine fin août avant de prendre sa retraite sportive.

### Dopage
En 2012, George Hincapie fait partie des anciens coureurs de l'US Postal/Discovery Channel témoignant devant l'USADA des pratiques de dopage au sein de cette équipe. Il avoue s'être dopé lorsqu'il était dans l'équipe de Lance Armstrong, jusqu'en 2006. L'USADA prononce une suspension de six mois à compter du 1er septembre 2012 et le retrait de ses résultats du 31 mai 2004 au 31 juillet 2006,. Lors de la publication du rapport d'enquête de l'USADA et de ces sanctions, il publie un communiqué dans lequel il déclare : « Très tôt dans ma carrière, il m'est apparu qu'étant donné la large utilisation de produits dopants par les meilleurs cyclistes, il était impossible d'être compétitif au meilleur niveau sans y avoir recours également. Je regrette profondément ce choix et je présente mes excuses sincères à ma famille, mes coéquipiers et mes fans. »

### Vie privée
George Hincapie est le fils de Ricardo Hincapie, Colombien, qui l'a initié au cyclisme. Il a épousé une Française, Mélanie Simonneau, qui fut hôtesse maillot jaune du Tour de France en 2002 et 2003, avec qui il a trois enfants : Julia, née le 3 novembre 2004, Enzo, né le 20 juin 2008, et Lucca, né en 2014. Il a lancé avec son frère Richard sa propre ligne de vêtements, Hincapie Sports, en 2004.

### Records
Hincapie détient, depuis 2011, le record du nombre de victoires sur le Tour de France en tant qu'équipier avant le déclassement de Lance Armstrong. Il l'a ainsi remporté sept fois par l'intermédiaire de Lance Armstrong (1999, 2000, 2001, 2002, 2003, 2004 et 2005), une fois par Alberto Contador (2007) et une par Cadel Evans (2011). Il est momentanément recordman du nombre de participations au Tour de France avec 17 départs entre 1996 et 2012. Il est dépassé en 2018 en nombre de participations par Sylvain Chavanel.
Il termine son dix-septième Tour des Flandres lors de l'édition 2012 et dépasse ainsi le Belge Albéric Schotte qui lui avait terminé à seize reprises le "Ronde" dont deux victoires en 1942 et 1948.
Une semaine plus tard, lors du Paris-Roubaix 2012, il récidive en participant à son dix-septième Paris-Roubaix et devient le codétenteur en nombre de participations avec le Français Frédéric Guesdon. Les deux coureurs dépassent donc le Belge Raymond Impanis ainsi que le Néerlandais Servais Knaven vainqueur respectivement des éditions 1954 et 2001.

## Palmarès

### Palmarès amateur
- 1988
  -  Champion des États-Unis sur route juniors (15-16 ans)
- 1990
  - 7e du championnat du monde sur route juniors
- 1991
  -  Médaillé d'argent du championnat du monde du contre-la-montre par équipes juniors
  -  Médaillé de bronze du championnat du monde de poursuite juniors

### Résultats sur les grands tours

#### Tour de France

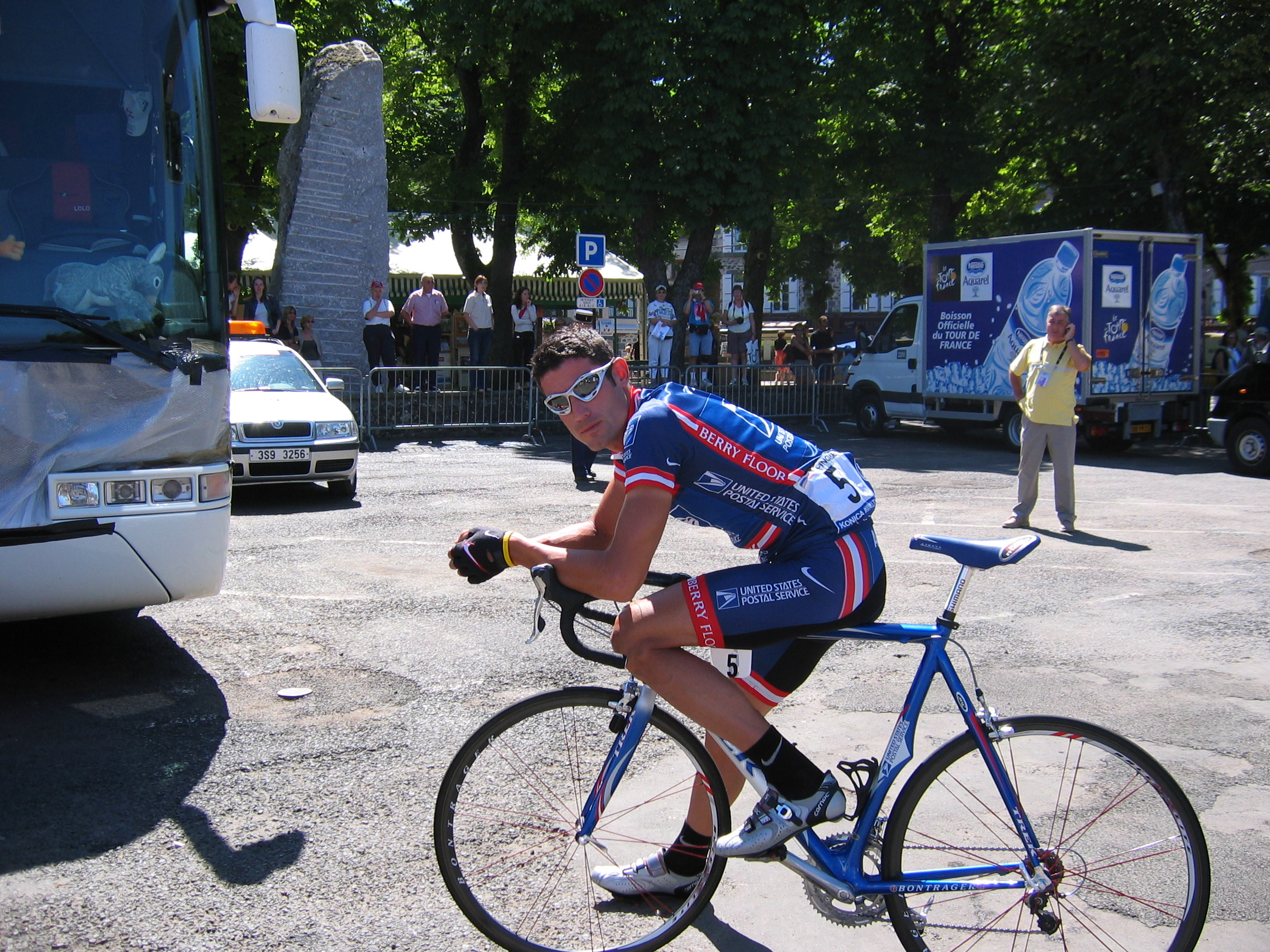
à Saint-Flour lors du Tour de France 2004

George Hincapie a disputé dix-sept Tours de France consécutifs de 1996 à 2012. Ses résultats obtenus lors des éditions 2004 à 2006 lui ont été retirés en 2012, à la suite de ses aveux de dopage. Lors de ces trois éditions, il avait obtenu sa meilleure place au classement général (14e en 2005), remporté une étape en 2005 et porté le maillot jaune en 2006.
- 1996 : abandon (15e étape)
- 1997 : 104e
- 1998 : 53e
- 1999 : 78e
- 2000 : 65e
- 2001 : 71e
- 2002 : 59e
- 2003 : 47e, vainqueur de la 4e étape (contre-la-montre par équipes)
- 2004 : disqualifié (initialement 33e, vainqueur de la 4e étape (contre-la-montre par équipes))
- 2005 : disqualifié (initialement 14e, vainqueur des 4e (contre-la-montre par équipes) et 15e étapes)
- 2006 : disqualifié (initialement 32e,  maillot jaune pendant une étape)
- 2007 : 24e
- 2008 : 35e
- 2009 : 17e
- 2010 : 59e
- 2011 : 56e
- 2012 : 38e

#### Tour d'Espagne
2 participations
- 1995 : 110e
- 2003 : abandon (15e étape)

#### Tour d'Italie
1 participation
- 2007 : non-partant (12e étape)

### Classements mondiaux
| Année                  | 2005 | 2006 | 2007 | 2008 | 2009 | 2010 | 2011 | 2012 |
| ---------------------- | ---- | ---- | ---- | ---- | ---- | ---- | ---- | ---- |
| Classement ProTour     | 10e  | 14e  | 113e | 45e  |      |      |      |      |
| Calendrier mondial UCI |      |      |      |      | 170e | 65e  |      |      |
| UCI World Tour         |      |      |      |      |      |      | 93e  | nc   |
| UCI America Tour       |      |      |      |      |      | 150e |      |      |

## Œuvres caritatives
Il devient, en août 2005, le porte-parole de l'association The Wellness Community, association qui aide les malades du cancer. Contrairement au bracelet jaune de Livestrong, le sien est rouge.